# São Clemente de Peralta
São Clemente de Peralta é uma entidade de população do município Baixo Ampurdão de Forallac. Em 2005 tinha 85 habitantes.

## Toponímia
O local pode aparecer referido com as grafias "Sant Climent de Peralta" e "San Clemente de Peralta".